# Sanna Askelöf
Sanna Maria Karolin Askelöf (ur. 5 lutego 1983) – szwedzka judoczka. Olimpijka z Aten 2004, gdzie odpadła w eliminacjach w wadze półlekkiej.
Uczestniczka mistrzostw świata w 2003 i 2009. Startowała w Pucharze Świata w latach 2003-2009. Wygrała mistrzostwa nordyckie w 2001, 2007 i 2008 roku.

## Letnie Igrzyska Olimpijskie 2004
| Konkurencja | Eliminacje             | Repasaże            | Repasaże            | Klas. końcowa |
| Konkurencja | Przeciwnik I           | Przeciwnik I        | Przeciwnik II       | Miejsce       |
| ----------- | ---------------------- | ------------------- | ------------------- | ------------- |
| 52 kg       | Amarilis Savón (CUB) P | Lee Eun-hee (KOR) Z | Ilse Heylen (BEL) P | 2 runda.      |